# Парламентские выборы в Египте (2011—2012)

## Выборы в нижнюю палату египетского парламента
В ноябре 2011 — январе 2012 годов в Египте прошли свободные многопартийные демократические парламентские выборы, на которых победила исламская Партия свободы и справедливости.
Египтяне впервые после падения режима Хосни Мубарака выбирали депутатов Народного собрания — нижней палаты парламента.
Выборы проходили по достаточно сложной схеме в три этапа по географическому принципу и продлились до 10 января 2012 года. Две трети (332) из 498 депутатов избирались по партийным спискам и треть (166) — в одномандатных округах. Ещё десять депутатов будут назначены Высшим советом Вооруженных сил. Всего 508 депутатов.
Провинции страны делились на три группы, голосовавшие в разные даты. Всего в выборах участвовали порядка 40 партий и движений, выдвинувших около 10 тысяч кандидатов.
Первый этап голосования прошёл 28 и 29 ноября 2011 года. Согласно результатам голосования по партийным спискам, на первом этапе выборов победили партии исламского толка, завоевавшие 65 % голосов избирателей. Явка избирателей на первом этапе выборов составила 52 %.
Второй этап парламентских выборов прошёл 14-15 декабря 2011 года. Во втором туре парламентских выборов в Египте явка избирателей составила 67 %. В этом раунде выборов участвовали девять провинций Египта — Гиза, Бени-Суэйф, Мануфия, Шаркия, Исмаилия, Суэц, Бухейра, Сохаг и Асуан. В большинстве округов должны были пройти повторные выборы по кандидатам, выдвигавшимся в качестве одномандатников. Согласно неофициальным данным, как и в первом туре 28-29 ноября, на выборах продолжает лидировать Партия свободы и справедливости «Братьев-мусульман».
Третий — 3-4 января 2012 года.
08.01.2012 года в Египте подвели итоги третьего тура парламентских выборов. Блок исламистов подтвердил своё лидерство. На первом месте — партия «Свободы и справедливости» «Братьев-мусульман». У неё более 37 процентов голосов.
Чуть меньше 30 процентов у партии мусульман-салафитов «Аль-Нур».
Общий расклад сил: исламисты в сумме получили около двух третей мест в нижней палате парламента Египта — Народном собрании.
На третье место впервые вырвались кандидаты из старейшей в стране либеральной партии «Новый Вафд». В начале XX века вафдисты сыграли важную роль в охвативших страну процессах, которые привели сначала к свержению британского протектората, а в середине столетия — к антимонархической революции.
Демократы из блока «Аль-Кутля аль-масрийя» /Египетский блок/ откатились в третьем туре на четвёртое место.
Самым большим разочарованием стал провал на выборах молодёжных партий и движений, которые стояли за организацией массовых выступлений протии режима Мубарака.
10 и 11 января состоялись довыборы по одномандатным округам.
13 января Центризбирком подвел окончательные итоги первых после «Революции 25 января» выборов в парламент:
Партии исламского толка «Свободы и справедливости» (Братья-мусульмане) и «Аль-Нур» (египетские салафиты) по результатам выборов в Народное собрание (нижняя палата парламента) набирали около 71 % голосов.
Распределение депутатских мандатов:
1) «Партия свободы и справедливости» получает 235 из 498 мест в Народном собрании (47 % мест в парламенте; 127 мест /38% в голосовании по партийным спискам).
2) Более радикальная исламская салафитская партия «Аль-Нур» — 121 место (24 % мест; 96 мест в голосовании по партийным спискам). «Аль-Гамаа аль-Исламия», которой власти не разрешили зарегистрировать собственную партию «Созидание и развитие», провела своих кандидатов по спискам партии «Ан-Нур». В новом Народном собрании Египта представлено 16 сторонников «Аль-Гамаа»
3) Старейшая в Египте либеральная партия «Новый Вафд /Аль-Вафд» получит 43 депутатских мандата (всего 9 %; 36 мест в голосовании по партийным спискам).
4) Замыкают список блок светских либеральных партий "Аль-Кутля аль-Масрия " /Египетский блок/ — 39 мест (33 места в голосовании по партийным спискам).
5) центристская партия «Аль-Васат» — 10 мандатов в голосовании по партийным спискам,
6) Революционная коалиция (основа — Социалистический народный блок) — 7 мест в голосовании по партийным спискам;
7) Ещё три новые партии, образовавшие после «революции 25 января» -
Партия реформ и развития,
 Партия свободы,
Национальный Египет — получают в общей сложности 16 мест в голосовании по партийным спискам.
8) партия «Аль-Адль» — 5 мест (2 мандата в голосовании по партийным спискам).
9) Остальные малоизвестные партии получили ещё 5 мест в голосовании по партийным спискам.
10) независимые депутаты — 17 мест.
Сообщается также, что в новом «революционном» парламенте будет всего шесть депутатов-христиан.
Вакантными остаются ещё 40 мест в Народном собрании, для распределения которых потребуются довыборы.
23 января 2012 года один из лидеров политического крыла движения «Братьев-мусульман» — «Партии свободы и справедливости» (ПСС) — Мухаммед Саад аль-Кататни избран на пост спикера Народного собрания (нижней палаты парламента Египта). За его кандидатуру высказались 399 из 503 проголосовавших депутатов парламента (Всего на 23 января приняли присягу 508 депутатов). Аль-Кататни опытный парламентарий, возглавлявший фракцию исламистов в Народном собрании (выборы 2005 года).

## Выборы в верхнюю палату египетского парламента
29 и 30 января 2012 года 1-й тур выборов в верхнюю палату египетского парламента — Консультативный совет (или Совет Шуры).
На первом этапе голосуют 13 египетских провинций: Каир, Александрия, Асьют, Красное море, Дакахлия, Гарбия, Эль-Файюм, Мануфия, Эль-Вади эль-Гедид, Северный Синай, Южный Синай, Думьят, Кена. Правом голоса в этих провинциях обладают почти 25,5 миллиона человек. Безопасность на участках для голосования совместно обеспечивают полиция и военные. Перевыборы по первому этапу пройдут 7 февраля.
Второй этап голосования состоится 14 и 15 февраля. Будут голосовать ещё 14 регионов Египта: Луксор, Порт Саид, Кафр-эш-Шейх, Гиза, Бени-Суэйф, Шаркия, Исмаилия, Суэц, Бухейра, Сохаг, Асуан, Эль-Минья, Кальюбия, Матрух. Перевыборы по второму этапу назначены 22 февраля. Первое заседание Консультативного совета должно состояться уже 28 февраля.
Верхняя палата парламента Египта (Её депутаты не имеют права отвергать законопроекты) состоит из 270 членов. Две трети состава совета избираются прямым тайным голосованием. Ещё 90 депутатов назначаются главой государства — президентом.
Совет избирается сроком на шесть лет с обновлением половины депутатского состава каждые три года путём внутреннего голосования.
Голосование в Консультативный совет проходит по партийным спискам и одномандатным округам.
Египетские исламисты завоевали большинство мест (56 % из общего числа 270) в Консультативном совете страны.
«Партия свободы и справедливости» — завоевала 106 мест в верхней палате парламента Египта.
В свою очередь, объединяющая сторонников салафитского движения партия «Ан-Нур» получила 46 депутатских мандатов.
С огромным отставанием третье место заняла либеральная партия «Новый Вафд». Ей достанется 19 мест в законосовещательном органе.
Спикером верхней палаты парламента Египта стал исламист представитель движения «Братья-мусульмане» Ахмад Фахми. 28 февраля 2012 года он избран председателем Консультативного совета (верхней палаты парламента) Египта.

## Вмешательство египетских судебных инстанций в демократический процесс
- 14 июня 2012 года Конституционный суд Египта постановил, что прошедшие выборы в нижнюю палату парламента неконституционны и полностью отменил их результаты. В частности, суд решил, что согласно избирательному закону часть мест в парламенте (для партий) избиралась по пропорциональной системе, а другая (предназначенная для беспартийных одномандатников) — по мажоритарной. Это привело к тому, что места, предназначавшиеся для беспартийных кандидатов, отошли к партиям. Таким образом, одна треть депутатов нелегитимна[3][4]. В итоге из 166 одномандатников 508-местного Народного собрания лишь 25 оказались действительно независимыми депутатами, остальные же представляют главным образом салафитов или «Братьев-мусульман». «Решение относительно парламента включает в себя полный роспуск нижней палаты, поскольку выборы в него прошли по правилам, противоречащим конституции», — заявил в интервью агентству Рейтер глава Верховного суда страны Фарук Солтан. Данное решение касается только нижней палаты (Народного собрания) и не затрагивает верхнюю палату — Совет шуры. Как пояснил глава Конституционного суда Фарук Султан, судьи рассматривали исключительно иск, поданный против Народного собрания. «В отношении Шуры никаких жалоб не подавалось», — пояснил он.

Гражданские активисты полагают, что военные пытаются прибрать власть в стране к своим рукам, и называют решение Верховного суда переворотом, подрывающим завоевания революции, так как оно было вынесено судьями, назначенными ещё при прежнем режиме.
По словам корреспондента Би-би-си в Египте Джона Лейна, многие ожидали, что судьи признают результаты парламентских выборов частично нелегитимными, однако никто не предполагал, что судьи объявят их полностью неконституционными и заявят о необходимости новых выборов.
Лидер в президентской гонке Мухаммед Мурси заявил, что недоволен решением суда, однако принимает его. «Я уважаю решение Верховного конституционного суда, как я уважаю государственные институты и принцип разделения властей», — сказал Мурси в интервью египетскому телевидению. Однако позже, обращаясь к избирателям, он отметил, что в стране наступил переломный момент. «Меньшинство пытается развратить нацию и вернуть нас назад. Мы пойдем на избирательные участки, чтобы сказать нет этим неудачникам, этим преступникам», — заявил он.
Правящий Высший совет Вооруженных сил Египта солидаризировался с решением Конституционного суда и 16 июня официально объявил, что парламент страны распущен. Военные издали запрет депутатам входить в здание парламента в Каире. В результате решения Конституционного суда Египет оказался без нижней палаты парламента.
- 21 февраля 2013 года — Верхняя палата парламента Египта — Консультативный совет — утвердила все поправки в новый закон о выборах, которые потребовал внести Высший конституционный суд.
- 2 июня 2013 года — Высший конституционный суд Египта признал незаконным порядок выборов в верхнюю палату парламента (Консультативный совет или Совет шуры). Суд установил, что выборы в верхнюю палату не соответствуют новой Конституции, которая была выработана Конституционной комиссией и одобрена на референдуме в декабре 2012 года, признав её формирование противоречащим основному закону и закону о выборах (суд отменил результаты выборов трети депутатов-одномандатников). В соответствии с новой конституцией законодательная власть в стране принадлежит верхней палате парламента — Совету Шуры. Палата продолжит исполнять обязанности вплоть до новых выборов, которые планируется провести в 2014 году. Также суд признал незаконными создание и формирование Конституционной комиссии, которая разработала конституцию и закон о чрезвычайном положении. Комиссия была незаконно сформирована парламентом, который военные распустили в июне 2012 года. Консультативный совет был наделен законодательными полномочиями Конституционной декларацией, принятой президентом Мухаммедом Мурси в декабре 2012 года. Летом 2012 года суд признал выборы в нижнюю палату парламента не соответствующими законодательству и Совет шуры выполнял роль парламента.
- 5 июля 2013 года — назначенный военными временный президент Адли Мансур подписал указ о роспуске Совета Шуры — верхней палаты парламента Египта.